# Desmerurt
Desmerurt (Adoxa moschatellina) er en 5-10 cm høj, flerårig, urteagtig plante med en opret eller opstigende vækst.

## Beskrivelse
Stænglen er hårløs og rund. Bladene sidder grundstillet eller modsat (kun de to blade på stænglen). De er dobbelt trekoblede med lang stilk. Småbladene af første orden er ligeledes langstilkede. Småbladene af anden orden er kortstilkede og dybt indskårne. Stængelbladene er kun en gang trekoblede. Alle blade har groft takket rand. Oversiden er græsgrøn, og undersiden er kun en smule mere grålig.
Blomstringen foregår i april-maj, hvor man finder blomsterne samlet i en lille endestillet og terningformet stand. Den enkelte blomst er regelmæssig og 4- eller 5-tallig (den øverste er 4-tallig, mens de øvrige er 5-tallige) med gulgrønne kronblade. Frugten er en stenfrugt med 3-5 kerner.
Rodsystemet består af en krybende jordstængel og tynde, højtliggende trævlerødder.

Højde x bredde og årlig tilvækst: 0,10 x 0,10 m (10 x 10 cm/år) Disse mål kan fx bruges til beregning af planteafstande, når arten anvendes som kulturplante.

## Voksested
Arten har sin naturlige udbredelse i Nordafrika, Kaukasus, Centralasien, Østasien, Sibirien, Nordamerika og Europa. I Danmark er den almindelig på Øerne og i Østjylland, men sjældnere i resten af Jylland. Den er knyttet til halvskyggede voksesteder med fugtig til våd, næringsrig jord, som den finder i løvskove og krat med kraftig skovbundsflora.
I Morgaston Wood, ved Sherborne St John i Hampshire, England, findes arten sammen med bl.a. sanikel, hvid anemone, kratviol, laurbærdafne, lundvortemælk, nyrebladet ranunkel, skovviol, skovsyre og Veronica montana (en art af ærenpris)

| Portal | Portal:Botanik |

## Note
1. ↑  Jan Haseler og David Cliffe: Excursions 2009 Arkiveret 4. marts 2016 hos  Wayback Machine i The Reading Naturalist, 2010, nr. 62. (engelsk)